# Rebula
Rebula je kakovostno belo vino vrste vitis vinfera. Izvira iz Grčije vendar je v naše kraje, predvsem na ozemlje Goriških brd, prišla iz Italije. Izvor njenega imena prav tako izvira iz Italije, saj naj bi bil v italijanskem glagolu ribollire- zavreti.

## Zgodovina
Rebula spada v zahodnoevropsko skupino sort. Njena domovina je Italija, kjer jo zgodovinarji omenjajo že v 14. stoletju. V Sloveniji pa jo štejejo med udomačene sorte.
Trta je imela rdečkast les, vino pa je imelo več usedlin in trta je uspevala v gričevnatem svetu. Domnevajo, da je to bila prednica današnje rebule. V srednjem veku viri iz leta 1256 omenjajo, da so imeli v Goriških brdih že zasajene vinograde s trto sorte rebula. Rebula je bilo vselej zelo cenjeno vino. Francesco Petrarca je leta 1368 zapisal, da se je na slavnostnem obedu v čast Carla IV. popilo šest sodov sijajne rebule. Paolo Santonino, tajnik oglejskega patriarha je v svoj dnevnik (COBISS) zapisal, da je v vasici v Goriških Brdih, leta 1485, duhovnik dal gostu in spremstvu po jedi požirek zelo dobre rebule. Leta 1616 so vojaške enote Beneške republike zavzele vasico Števerjan, ki je bila pomembna postojanka cesarstva. Austino Moisessi je zapisal, da so iz zasedene vasi odpeljali preko 300 vozov božanskega vina.

## Grozd
Rebula ima podolgovate grozde in dokaj strnjene, tesno skupaj zbite jagode. Grozdni pecelj je kratek. Jagode so srednje debele, okroglaste, rumenkaste barve, kožica je debela in pokrita z oprahom. Rebula je srednje bujna sorta, po dozorevanju grozdja pa srednje pozna. Rodi redno in obilno.

## Primerna lega
Rebula najbolje uspeva na višjih, soncu izpostavljenih, toplih, južnih in zahodnih legah. Rada ima zračna, lapornata, flišna, lahko tudi kamnita tla, ki so običajno sušna. Poznamo jo kot sorto, ki med primorskimi sortami najbolje prenaša sušo. Ni občutljiva na burjo in veter, v stoletjih se je izjemno prilagodila na naravne danosti Goriških Brd in Vipavske doline.

## Priprava rebule
Glede na kakovost, vino rebula uvrščamo v naslednje tri razrede: deželno vino s priznanim geografskim poreklom (PGO), kakovostno vino ZGP in vrhunsko vino ZGP.
Vino je slamnato rumene barve z zelenkastimi odtenki. Vonj vina je svež in saden. Tehnološko dozorelo grozdje lahko predelamo v sveže, suho, lahkotno vino, z veliko topnega CO2, ki daje vinu svežino in občutek zadovoljstva pri uživanju. Pecljanje, prešanje, razsluzevanje, fermentacija, pretok in žveplanje so postopki, ki si hitro sledijo. Ponudimo ga v obdobju enega leta. Kot taka je zelo primerna za pripravo zvrsti. Poleg chardonnaya in modrega pinota je rebula odlična osnova za pripravo penečih vin. Bogata aminokislinska osnova, primerna jabolčna kislina so osnova za pridelavo dobrega penečega vina. Grozdje lahko kratkotrajno hladno (10 – 14 stopinj celzija, uporaba encimov za sproščanje aromatičnih snovi) ali toplo (dnevna temperatura, brez uporabe encimov) maceriramo  6 – 24 ur ali dva do štiri dni (potrebna ustrezna kontrola – hitre oksidacije, preveč fenolnih komponent in  ustrezno znanje), zorimo na drožeh  v lesenih sodih in ga začnemo ponujati šele drugo leto po začetku predelave. Zelo strukturno vino, višji alkoholi in dozorjena cvetica zahtevajo primeren opis ob okušanju. Debelejša kožica dobro prenese sušenje v zabojčkih, na slami ali kar porezanih drozgah. S primerno tehnologijo lahko pridelamo odlično vino iz sušenega grozdja. Medene note, bogato telo, ostanek nepovretega sladkorja in harmonija kislin dajejo sušenemu vinu karakter in posebnost, ki jo lahko dosežemo samo pri rebuli.

## Vino
Rebula daje vino z več obrazi, je sveže, mineralno in okusno vino z lepo kislino. Po vonju je sveže in sadno. Vino rebule je slamnato rumene barve z zelenkastimi odsevi, včasih so opazni mehurčki oglikovega dioksida. Vino je praviloma suho, harmonija kislin mu daje živahnost in pitnost. Vino ima močno alkoholno stopnjo, prijeten okus po mandljih in aromo, ki spominja na vanilijo. Danes je v Goriških brdih rebula priljubljeno vino za negovanje odličnih suhih penin.

## Gastronomija
V gastronomiji je rebula primerna kot aperitiv. Vino je kot ustvarjeno za kombiniranje z jedmi iz morskih sadežev, tudi k sladkovodnim ribam. Lepo se ujema z okusom Soške postrvi. Prileže se pa tudi z račjo hrano, belo meso, zelenjavne rižote. Rebula se servira pri 6-8C.